# أوليف إيليزا دانا
أوليف إيليزا دانا (بالإنجليزية: Olive Eliza Dana)‏ هي كاتِبة وشاعرة أمريكية، (ولدت في أوغوستا في الولايات المتحدة 1859 – 1904 م).